# Fort Yukon
Fort Yukon est une localité d'Alaska aux États-Unis appartenant à la Région de recensement de Yukon-Koyukuk. Sa population était estimée à 583 habitants en 2010.

## Situation
Fort Yukon est situé  sur la rive nord du fleuve Yukon, à son confluent avec la rivière Porcupine, à 230 kilomètres à vol d'oiseau de Fairbanks. Elle se trouve à 13 kilomètres au nord du Cercle Arctique, au milieu des Yukon Flats au point le plus septentrional qu'atteint le fleuve Yukon.
Fort Yukon n'est pas reliée par la route aux autres localités, mais possède un aéroport.

## Histoire

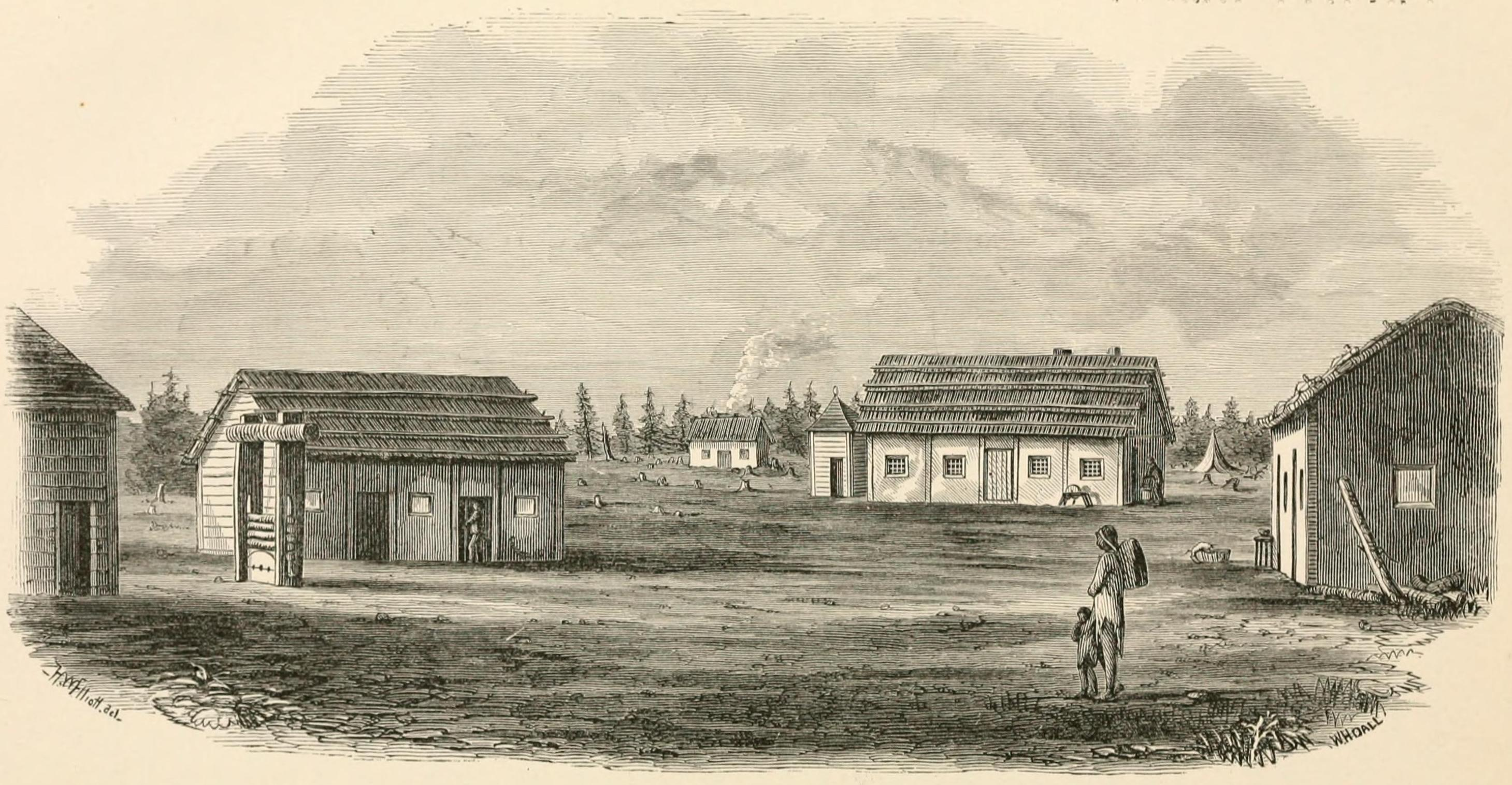
Fort Yukon en juin 1867 - Dall

En 1847, un employé de la Compagnie de la Baie d'Hudson, Alexander Hunter Murray, qui descendait la rivière Porcupine, arriva à son confluent avec le fleuve Yukon et fonda à cet endroit un comptoir pour le commerce des fourrures. Il contribua, par la création d'un journal, à faire connaître les populations Gwich’ins. Les Russes y arrivèrent en 1863, puis les explorateurs britanniques et américains dont William Healey Dall ou Richardson, avant que l'achat de l'Alaska ne permette à l'Alaska Commercial Company de s'y installer. La poste fut créée en 1898.

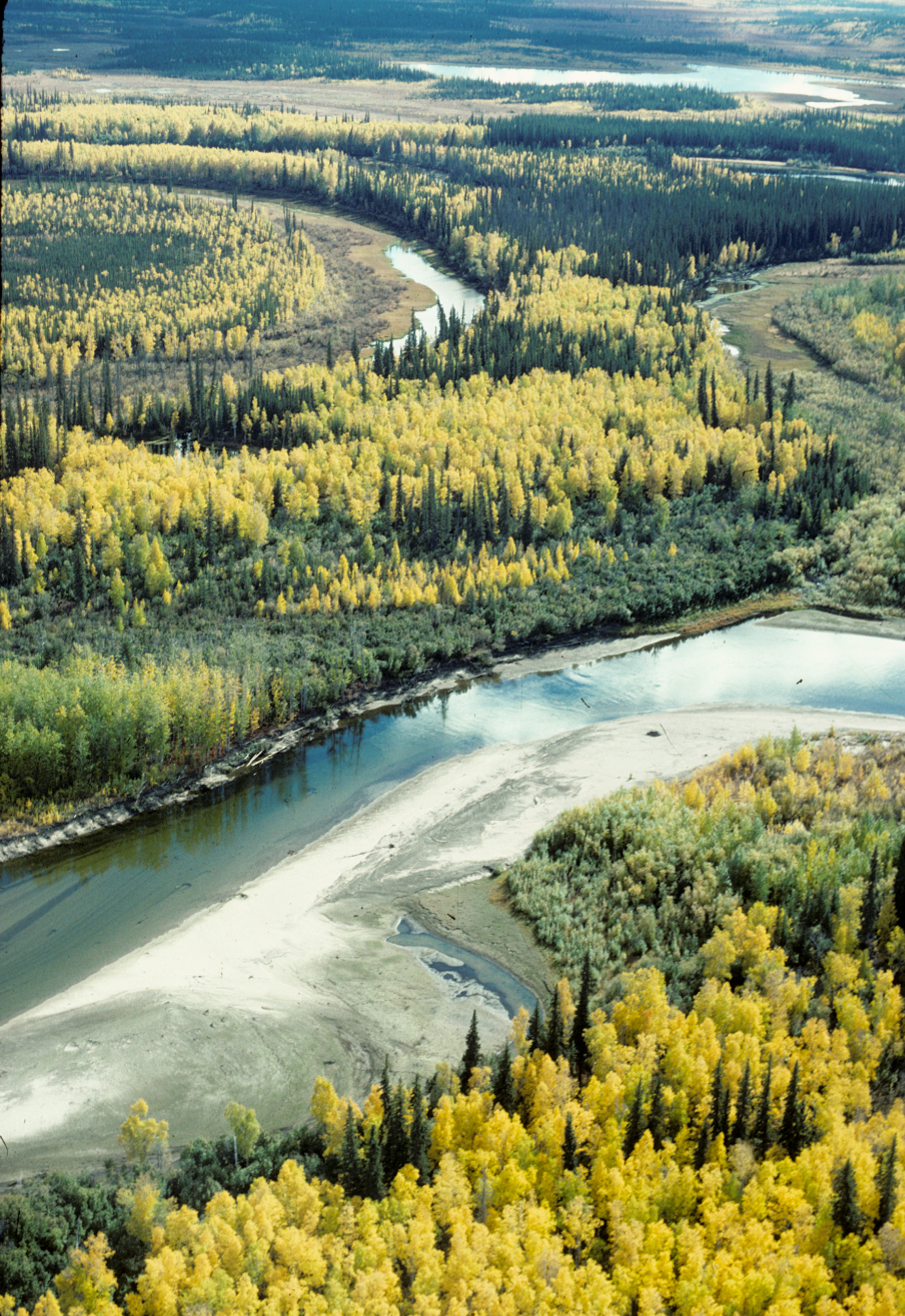
Yukon Flats National Wildlife Refuge

Toutefois, les épidémies et les inondations firent diminuer fortement la population. En 1950 l'armée américaine y installa une base et un radar, et, du fait de sa localisation proche du cercle arctique, et de sa distance relativement faible avec Fairbanks, Fort Yukon reste une destination encore un peu touristique. En effet, la localité est entourée par la réserve naturelle du Yukon Flats National Wildlife Refuge, établie en 1980, une zone humide, qui s'étend sur 44 000 km2 où l'on trouve une importante concentration d'oiseaux aquatiques.

## Démographie
| 1880 | 1900 | 1910 | 1920 | 1930 | 1940 | 1950 |
| ---- | ---- | ---- | ---- | ---- | ---- | ---- |
| 109  | 156  | 321  | 319  | 304  | 274  | 446  |

| 1960 | 1970 | 1980 | 1990 | 2000 | 2010 | - |
| ---- | ---- | ---- | ---- | ---- | ---- | - |
| 701  | 448  | 619  | 580  | 595  | 583  | - |

## Sources
- Jacques Klein, L'Alaska et le Yukon, Guides Peuples du Monde  (ISBN 9782907629-76-8)
- (en) CIS

- (en) Cet article est partiellement ou en totalité issu de l’article de Wikipédia en anglais intitulé « Fort Yukon, Alaska » (voir la liste des auteurs).

1. ↑  « Statistiques des États-Unis - Alaska - Profils des communautés de 2010 » (consulté en novembre 2020)